# Maria Pokorska-Śpiewak
Maria Jadwiga Pokorska-Śpiewak, także Pokorska-Lis (ur. 5 września 1979) – polska lekarka, specjalistka w zakresie pediatrii i hepatologii, wykładowczyni Warszawskiego Uniwersytetu Medycznego.

## Życiorys
Maria Pokorska-Śpiewak ukończyła w 2004 z wyróżnieniem studia medyczne na Akademii Medycznej w Warszawie. W 2010 uzyskała na II Wydziale Lekarskim Warszawskiego Uniwersytetu Medycznego stopień doktora nauk medycznych na podstawie napisanej pod kierunkiem Magdaleny Marczyńskiej rozprawy Ocena odporności przeciwko wirusowemu zapaleniu wątroby typu B u dzieci 10–12-letnich. W 2011 otrzymała tytuł specjalistki w dziedzinie pediatrii. W 2017 Polskie Towarzystwo Hepatologiczne przyznało jej certyfikat hepatolożki. W 2018 habilitowała się na Warszawskim Uniwersytecie Medycznym w dziedzinie nauk medycznych, przedstawiwszy Zaawansowanie choroby wątroby u dzieci z przewlekłymi wirusowymi zapaleniami wątroby – opracowanie nowych nieinwazyjnych markerów biochemicznych włóknienia i stłuszczenia wątroby. W 2023 otrzymała tytuł profesora nauk medycznych i nauk o zdrowiu.
W latach 2004–2005 pracowała jako lekarka stażystka w Wojskowym Instytucie Medycznym w Warszawie. Od 2005 związana zawodowo z Kliniką Chorób Zakaźnych Wieku Dziecięcego Warszawskiego Uniwersytetu Medycznego. Od 2005 zatrudniona także w Oddziale Pediatryczno-Zakaźnym Wojewódzkiego Szpitala Zakaźnego w Warszawie.
W 2023 została odznaczona Srebrnym Krzyżem Zasługi.